# Il padrone del mondo (Robert Hugh Benson)
Il padrone del mondo (Lord of the World), tradotto anche come Padrone del mondo e  Il dominatore del mondo, è un romanzo di fantascienza distopica di Robert Hugh Benson, pubblicato nel 1907.
Narra di un mondo attorno all'anno 2000, governato in pace da tre grandi potenze a carattere liberale, socialista e massonico, in cui i cattolici, ai margini della società, vengono infine sottoposti a persecuzione. L'autore contrappone un mondo evoluto dal punto di vista tecnologico e intellettuale, dominato dai principi dell'umanitarismo, e il mondo della Chiesa in declino, caratterizzato dalla fede.
Il romanzo è stato citato in numerose occasioni da papa Francesco, che ne ha consigliato la lettura.

## Ambientazione
Attorno all'anno 2000, il mondo è diviso in due grandi blocchi di potere: l'Occidente, costituito dagli Stati europei e dalle loro colonie africane, e l'Oriente, costituito dagli Stati asiatici, e in particolare dall'Impero unico formatosi dall'unione tra Cina e Giappone. Un terzo blocco, meno determinante nello scacchiere mondiale, è costituito dalle Americhe. Gli Stati dell'Occidente sono retti da governi socialisti e di stampo massonico. Il romanzo presenta testimonianze dirette solo sulla Gran Bretagna e in particolare su Londra, mentre il resto del mondo non viene descritto tramite immagini: del resto i personaggi stessi sembrano conoscerlo soltanto tramite notizie testuali sui giornali. Curiosamente, un mondo diviso in tre superpotenze continentali sarà una caratteristica anche nel successivo 1984 di George Orwell, poi considerato romanzo distopico per eccellenza.
Per quanto riguarda la città di Londra, essa è cresciuta da un punto di vista qualitativo e si è evoluta anche sotto aspetti del benessere (legge sui fumi). In piazza Trafalgar al centro è stata eretta la statua di un defunto massone del XX secolo. L'inno della Gran Bretagna è l'Inno massonico. Il dissenso sembra essere pressoché assente. Anche il Partito conservatore sembra in buona parte allineato con i laburisti al potere. Le religioni sono in fase di decadenza: quelle orientali sono in buona parte asservite alle autorità dell'Impero d'oriente, mentre le varie correnti del Cristianesimo sono tornate, nel corso dei decenni, di nuovo in seno alla Chiesa cattolica.
Roma ha ottenuto l'indipendenza dall'Italia ed è retta, come città-Stato, dal Papa. Nei quartieri interni vicini al Vaticano, la città è suddivisa in quattro aree in base all'origine geografica della popolazione e ai loro gusti in termini di fruizione del cattolicesimo (ad esempio l'area latina ha chiese barocche, mentre l'area germanica ha chiese di gusto gotico; a queste si aggiungono il quartiere britannico e quello americano).
Dal punto di vista della tecnologia, la previsione di Benson nel 1907 è di un mondo in grado di comunicare attraverso telegrafi senza fili, capaci di attraversare l'etere per trasmissioni di carattere testuale, oltreché telefoni per le comunicazioni urbane. Gli aerei hanno funzionalità simili al treno, con fermate nei principali capoluoghi e suddivisione in scompartimenti, e tagliano l'aria a duecentocinquanta chilometri all'ora (v. cap. 6).
I rapporti sociali sono differenti rispetto alla successiva letteratura distopica: i mezzi di telecomunicazione non trasmettono immagini e pertanto non è ancora concepita la televisione, che sarà invece estremamente presente nelle altre opere di genere (ancora come nel successivo 1984 di George Orwell). La comunicazione avviene attraverso cartellonistica e giornali, ma soprattutto si svolge nelle piazze. La forza persuasiva di Felsenburgh non consiste quindi in un potere mediatico, bensì in un carisma innato.

## Trama
Approssimativamente attorno all'anno 2000, il mondo è diviso in tre principali blocchi politici: Occidente, Oriente e Americhe. Occidente e Oriente sono da sempre in contrapposizione. All'inizio della narrazione, in Oriente emerge una figura estremamente carismatica, quella di Julian Felsenburgh, dapprima poco definibile. In breve tuttavia si riconoscerà in lui un pacificatore tra i due blocchi e la persona capace di definire un nuovo ordine mondiale. Caratteristica peculiare di Julian Felsenburgh è di attrarre le persone con un carisma magnetico eccezionale e di essere estremamente somigliante come aspetto fisico al protagonista, il prete cattolico londinese Percy Franklin.
Il libro mantiene per tutta la propria durata una tensione particolare, mai definitivamente sciolta, relativamente alla somiglianza dei due personaggi. Il mondo, visto per buona parte attraverso l'occhio dei personaggi londinesi, è sempre più condizionato dalla figura di Felsenburgh. I politici fanno a gara a rendergli onori e incarichi politici, che Felsenburgh rifiuterà per accettare soltanto ruoli di carattere unitario e internazionale: prima Presidente d'Europa, infine Presidente del Mondo. Il personaggio è oggetto di un vero e proprio culto della personalità e giungerà fino a essere considerato un dio.
Il romanzo riporta in alcuni capitoli la vita di un deputato inglese, di sua madre convertitasi in punto di morte al Cattolicesimo e della moglie, Mabel, che manifesterà sensibilità diverse rispetto a quelle della popolazione.
La Chiesa cattolica, completamente demassificata, combattuta a livello ideale e filosofico e infine anche con strumenti politici e di polizia, regredisce nel proprio aspetto di entità politica e ritorna gradatamente a un'assemblea di fedeli. Il rafforzamento della fede nei pochi cristiani rimasti è incentivato anche dalla creazione di un nuovo ordine religioso, l'Ordine di Cristo Crocifisso.
Venute a sapere di una congiura di cattolici a danno dell'Abbazia di Westminster, appena convertita in tempio massonico, le nazioni di Gran Bretagna e Germania inviano la propria aviazione a radere al suolo Roma. Gli unici a salvarsi saranno proprio Percy Franklin, appena eletto cardinale, e un cardinale tedesco, in quanto i due erano diretti a Londra per impedire la congiura. A Roma, al momento del bombardamento, si trova la quasi totalità dei cardinali del mondo, oltreché il Papa: la distruzione della città coincide con l'eliminazione di gran parte della gerarchia cattolica.
Percy Franklin viene eletto papa dai due cardinali superstiti, assume il nome pontificale di Silvestro III e si ritira in incognito a Nazaret. Qui ricostruisce la struttura cattolica, sempre più priva di rigore formale e sempre più votata alla semplicità, ed elegge 12 cardinali. La stima dei cattolici rimasti nel mondo è di una decina di milioni.
Ratificato l'atto di eliminazione fisica tramite eutanasia di chiunque dichiari di professare la religione cattolica, il cardinale di Mosca tradisce il nuovo papa (proprio come Giuda: questo è il paragone fatto dal segretario di Julian Felsenburgh) e rende noto il suo nascondiglio a Nazaret.
Nel momento in cui tutte le forze dell'aviazione mondiale, comandate dal Presidente del Mondo Julian Felsenburgh in persona, convergono verso Nazaret dove il papa, in stato prossimo alla beatitudine, sta officiando messa coi suoi cardinali, il mondo si avvia all'Apocalisse.

## Riferimenti storici
Il nome di Felsenburgh è Julian, come l'imperatore Giuliano l'Apostata. Il termine apostasia ricorre in diversi punti dell'opera, in particolare nel momento di affermazione di Felsenburgh a guida dell'Europa.
Percy Franklin viene eletto col nome di Silvestro III (fino ai primi anni del XX secolo papa Silvestro III non era considerato legittimo, bensì un antipapa). Il predecessore di Franklin è Giovanni XXIV (gli antipapi Alessandro V e Giovanni XXIII, invece, fino ad allora erano considerato veri papi).
Nella prima edizione italiana del romanzo, del 1920, curiosamente il traduttore Corrado Raspini non rese "Pope John XXIV" con l'atteso "Papa Giovanni XXIV", ma come "Papa Benedetto XVI". Il motivo di tale scelta di Raspini si può forse spiegare con il fatto che Benedetto XV era il papa regnante al tempo della sua traduzione, mentre Giovanni XXIII aveva regnato ben cinque secoli prima.

## Edizioni
- Robert Hugh Benson, Lord of the World, London, Sir I. Pitman & Sons, 1907.
- Robert Hugh Benson, Lord of the World, New York, Dodd, Mead & Company, 1908.
- R. Hug Benson, Il dominatore del mondo, traduzione di Corrado Raspini, Firenze, Vallecchi, 1920. (prima edizione italiana)
- Robert Benson, Padrone del mondo, traduzione di Paola Eletta Leoni, Reggio Emilia, Città Armoniosa, 1977 (II ediz. 1979).
- Robert Hugh Benson, Il padrone del mondo, traduzione di Paola Eletta Leoni, collana Mondi letterari, Jaca Book, III edizione 2008 (I ediz. 1987; II ediz. 1997), ISBN 978-88-16-50225-3.
- Robert Hugh Benson, Il padrone del mondo, traduzione di Corrado Raspini, Verona, Fede & Cultura, 2011.
- Robert Hugh Benson, Il padrone del mondo, nuova edizione, traduzione di Paolo Nardi, Verona, Fede & Cultura, 2014, ISBN 978-88-6409-325-3.